# Svenska serien i ishockey 1941/1942
Svenska serien i ishockey 1941/1942 var den sjunde säsongen av Svenska serien som högsta serien inom ishockey i Sverige och den spelades som en dubbelserie i 14 omgångar där alla lag mötte varandra två gånger. Serien vanns av Hammarby IF. Nacka SK och IK Hermes placerade sig sist och flyttades ner till Division II. Denna säsong startade ishockeyförbundet upp Division II som andraliga och det ledde till att Svenska serien ofta även benämndes Division I. Ute i landet spred sig ishockeyn och Värmlandsserien och Närkeserien startade.

## Poängtabell
| Nr | Lag             | S  | V  | O | F  | GM | IM | MS  | P  |
| -- | --------------- | -- | -- | - | -- | -- | -- | --- | -- |
| 1  | Hammarby IF     | 14 | 12 | 1 | 1  | 52 | 13 | +39 | 25 |
| 2  | Södertälje SK   | 14 | 10 | 3 | 1  | 37 | 14 | +23 | 23 |
| 3  | IK Göta         | 14 | 9  | 1 | 4  | 51 | 24 | +27 | 19 |
| 4  | Reymersholms IK | 14 | 8  | 2 | 4  | 38 | 23 | +15 | 18 |
| 5  | AIK             | 14 | 6  | 0 | 8  | 37 | 33 | +4  | 12 |
| 6  | Karlbergs BK    | 14 | 3  | 2 | 9  | 22 | 50 | −28 | 8  |
| 7  | Nacka SK        | 14 | 2  | 1 | 11 | 16 | 52 | −36 | 5  |
| 8  | IK Hermes       | 14 | 1  | 0 | 13 | 16 | 60 | −44 | 2  |